# پیمان حفاظت از منابع دریایی زنده جنوبگان
پیمان حفاظت از منابع دریایی زنده جنوبگان که به عنوان کمیسیون حفاظت از منابع دریایی زنده جنوبگان نیز شناخته می‌شود بخشی از سیستم پیمان جنوبگان است. این پیمان در ۱ اوت ۱۹۸۰ (میلادی) به امضا گذاشته و در ۷ آوریل ۱۹۸۲ (میلادی) به اجرا گذاشته شد. دفتر مرکزی این پیمان در تاسمانی استرالیا قرار دارد. هدف از این پیمان حفاظت از موجودات دریایی و یکپارچگی زیست‌محیطی است.
این پیمان در آغاز به خاطر شکار زیاد ماهی کریل در اقیانوس منجمد جنوبی شکل گرفت. زیرا ازدیاد شکار این ماهی بر کل اکوسیستم موجودات دریایی جنوبگان تأثیر می‌گذاشت. تاکنون این پیمان توسط ۱۴ کشور امضا شده و ۳۵ کشور به همراه اتحادیه اقتصادی اروپا آن را تصویب کرده‌اند. تا مه ۲۰۱۳، کشورهای آرژانتین، استرالیا، بلژیک، برزیل، بلغارستان، کانادا، شیلی، چین، جزایر کوک، فنلاند، فرانسه، آلمان، یونان، هند، ایتالیا، ژاپن، کره جنوبی، موریس، نامیبیا، هلند، نیوزیلند، نروژ، پاکستان، پاناما، پرو، لهستان، روسیه (درگذشته به صورت اتحاد جماهیر سوسیالیستی شوروی)، آفریقای جنوبی، اسپانیا، سوئد، اوکراین، بریتانیا، آمریکا و وانواتو عضو رسمی این پیمان هستند. در گذشته آلمان شرقی عضو این پیمان بوده‌است.
در سال ۱۹۸۹ (میلادی) پیمان حفاظت از منابع دریایی زنده جنوبگان شروع به اجرای برنامه نظارت بر اکوسیستم جنوبگان کرد تا بر ماهیگیری و صید جانوران منطقه نظارت بیشتری داشته باشد.
در ژوئیه ۲۰۱۳ در جلسه‌ای در شهر برمرهافن آلمان تصمیم گرفته شد که محدوده دریای راس یک منطقه حفاظت شده دریایی در نظر گرفته شود. اما روسیه به آن رای مخالف داد و دلیل آن را نداشتن قدرت حقوقی کمیسیون برای تعیین منطقه حفاظت شده دریایی اعلام کرد.
سرانجام در ۲۸ اکتبر ۲۰۱۶ (میلادی) بر اساس توافق صورت گرفته بین ۲۴ کشور و اتحادیه اقتصادی اروپا در جلسه سالانه کمیسیون در هوبارت، تصمیم بر ایجاد یک پارک دریایی با مساحت ۵/۱ میلیون کیلومتر مربع (بزرگترین پارک آبی جهان) گرفته شد.

## کشورهای عضو
| کشورهای عضو         | کشورهای هم‌پیمان |
| ------------------- | --------------- |
| آرژانتین            | بلغارستان       |
| استرالیا            | کانادا          |
| بلژیک               | جزایر کوک       |
| برزیل               | فنلاند          |
| شیلی                | یونان           |
| چین                 | موریس           |
| اروپا               | هلند            |
| فرانسه              | پاکستان         |
| آلمان               | پاناما          |
| هند                 | پرو             |
| ایتالیا             | وانواتو         |
| ژاپن                |                 |
| کره جنوبی           |                 |
| نامیبیا             |                 |
| نیوزیلند            |                 |
| نروژ                |                 |
| لهستان              |                 |
| روسیه               |                 |
| آفریقای جنوبی       |                 |
| اسپانیا             |                 |
| سوئد                |                 |
| اوکراین             |                 |
| بریتانیا            |                 |
| ایالات متحده آمریکا |                 |
| اروگوئه             |                 |